# Chicago Film Critics Association Award/Bester Schnitt
Preis der Chicago Film Critics Association: Bester Schnitt
Gewinner (blau markiert) und Nominierte des „Chicago Film Critics Association Awards“ in der Kategorie Bester Schnitt (Best Editing). Die US-amerikanische Filmkritikervereinigung gibt alljährlich Mitte Dezember ihre Auszeichnungen für die besten Filmproduktionen und Filmschaffenden des laufenden Kalenderjahres bekannt. Diese werden wie bei der Oscar- oder Golden-Globe-Verleihung aus fünf Nominierten ausgewählt.

## Preisträger
| Jahr | Film                     | Preisträger                                     |
| 2012 | Zero Dark Thirty         | William Goldenberg, Dylan Tichenor              |
| 2012 | Argo                     | William Goldenberg                              |
| 2012 | Cloud Atlas              | Alexander Berner, Claus Wehlisch                |
| 2012 | James Bond 007: Skyfall  | Stuart Baird                                    |
| 2012 | The Master               | Leslie Jones, Peter McNulty                     |
| 2013 | Gravity                  | Alfonso Cuarón, Mark Sanger                     |
| 2013 | 12 Years a Slave         | Joe Walker                                      |
| 2013 | American Hustle          | Alan Baumgarten, Jay Cassidy, Crispin Struthers |
| 2013 | Upstream Color           | Shane Carruth, David Lowery                     |
| 2013 | The Wolf of Wall Street  | Thelma Schoonmaker                              |
| 2014 | Whiplash                 | Tom Cross                                       |
| 2014 | Boyhood                  | Sandra Adair                                    |
| 2014 | Gone Girlu               | Kirk Baxter                                     |
| 2014 | Birdman                  | Douglas Crise, Stephen Mirrione                 |
| 2014 | The Grand Budapest Hotel | Barney Pilling                                  |
| 2015 | Mad Max: Fury Road       | Jason Ballantine, Margaret Sixel                |
| 2015 | The Big Short            | Hank Corwin                                     |
| 2015 | Spotlight                | Tom McArdle                                     |
| 2015 | The Revenant             | Stephen Mirrione                                |
| 2015 | Der Marsianer            | Pietro Scalia                                   |